# ECM (label)
Pour les articles homonymes, voir ECM.
Vous lisez un « bon article » labellisé en 2008.
ECM (acronyme pour Edition of Contemporary Music), également appelé ECM Records, est un label discographique allemand de jazz, musique classique, world music et musique contemporaine, basé à Gräfelfing, dans la banlieue de Munich.
Le label est fondé par l'entrepreneur Karl Egger, le contrebassiste Manfred Eicher et le discographe Manfred Scheffner à Munich en 1969 et s'est rapidement imposé comme une maison de disques avec une direction musicale originale, voire visionnaire. Son influence a durablement marqué la production du jazz, en renforçant la visibilité d'un « jazz européen ». Le label a été la cible de critiques de la part de certains amateurs et critiques de jazz, trouvant les productions ECM dépourvues de swing, aseptisées, froides et monochromes, voire monotones. ECM a aussi diversifié sa production en s'intéressant à la musique classique, à la musique contemporaine et aux musiques du monde, en lançant les sorties d'ECM New Series consacrées aux musiques hors jazz.
Depuis 1969, ECM compte plus d'un millier d'albums.

## Histoire

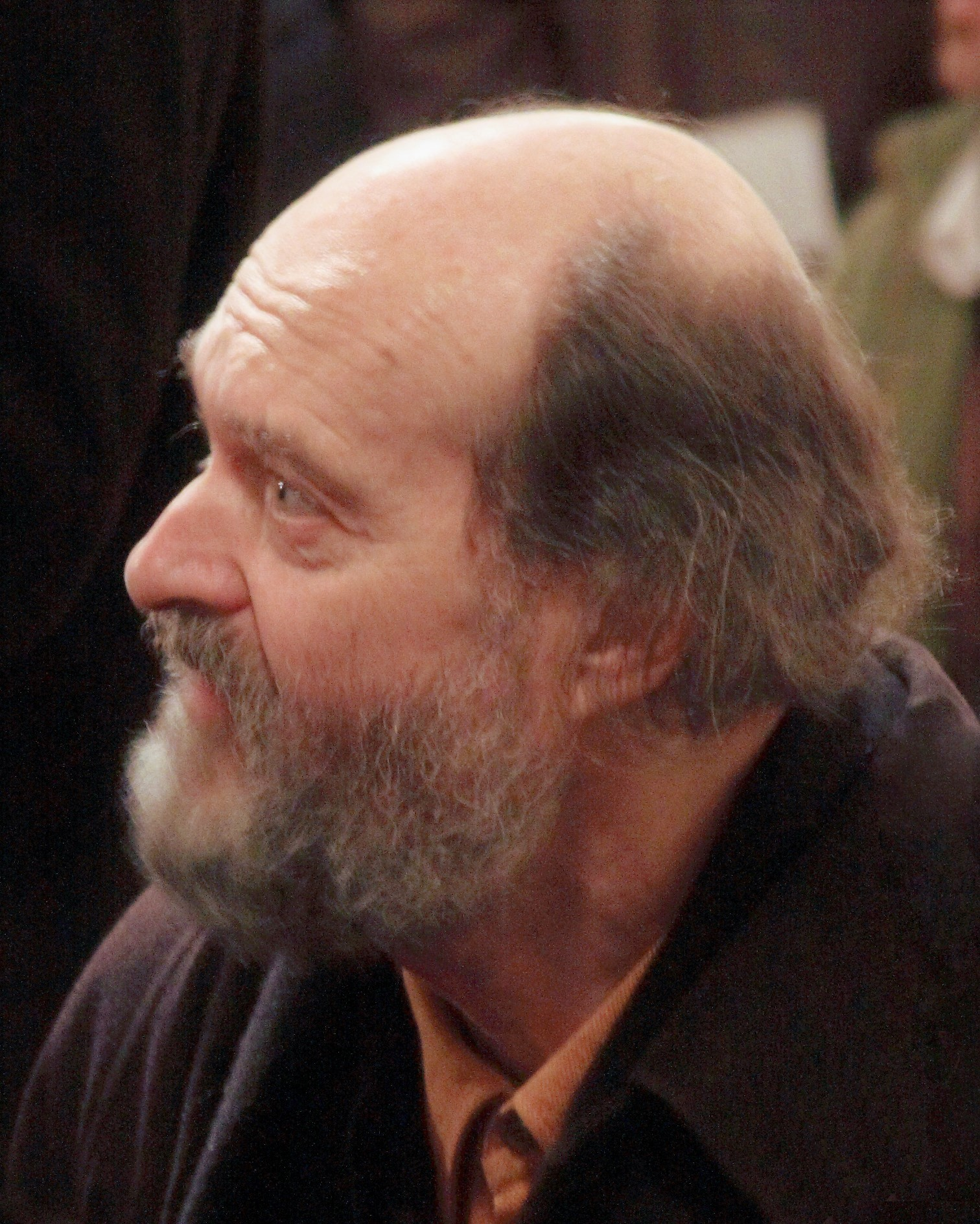
Arvo Pärt, compositeur contemporain emblématique d'ECM New Series.

ECM est fondé par Karl Egger, Manfred Eicher et Manfred Scheffner à Munich en 1969,. Eicher est un musicien : il a été contrebassiste dans l'Orchestre philharmonique de Berlin, et possède une expérience du free jazz acquise dans le trio de Joe Viera et de Bob Degen. Il a aussi déjà travaillé en tant qu'assistant de production pour plusieurs labels discographiques, notamment JaPo (Jazz by Post) fondé par Manfred Scheffner, Calig, et Deutsche Grammophon. C'est aussi en 1969 et en Allemagne que sera créé un autre label de jazz important, Free Music Production, par les tenants d'un free jazz radical. Ce sont les deux labels qui ont eu le plus d'influence sur la musique improvisée européenne. Les deux labels produiront parfois les mêmes musiciens, FMP avec une orientation radicale marquée par Cecil Taylor, une approche parfois appelée « kaputt play », alors qu'ECM est de tendance plus poétique, influencée par Paul Bley, comprenant plus « d'ombres et lumières, de délicatesse et d'énergie ».
Les premières productions d'ECM sont consacrées à différentes facettes du free jazz. C'est une période extrêmement créatrice musicalement pour ce mouvement, et Eicher est particulièrement marqué par la poésie des créations de Paul Bley, Albert Ayler, Don Cherry, mais aussi par Evan Parker et Derek Bailey. C'est Karl Egger qui suggère d'enregistrer les musiciens américains émigrés à Munich pour cause de domination du rock aux États-Unis. Le premier disque d'ECM est donc un disque du pianiste américain Mal Waldron, enregistré le 24 novembre 1969, qui n'est produit qu'à 500 exemplaires à l'époque, mais qui finira par atteindre les 14 300 exemplaires vendus en 1981.
Au début des années 1970, ECM va produire des albums importants, désormais considérés comme visionnaires ou particulièrement marquants, comme le Conference of the Birds de Dave Holland, le Paris Concert, de Circle, le groupe d'Anthony Braxton. En septembre 1970, à Oslo, le saxophoniste norvégien Jan Garbarek enregistre son premier disque pour ECM, Afric Pepperbird, la septième production d'ECM. Ce premier disque éveille fortement l'intérêt des critiques. En France, Alain Gerber, déclare : « Quelque chose est en train de se produire qui obligera bientôt à d'importantes reconsidérations et à une totalisation nouvelle du savoir sur le jazz ». Gérard Noel de Jazz Hot souligne les qualités rythmiques de l'album, tandis que tous les critiques s'accordent sur la qualité du son : clair frais, transparent,. Le mensuel allemand Jazz Podium le déclare album du mois en janvier 1971. Afric Pepperbird est considéré comme un tournant dans le développement d'ECM, en définissant l'orientation esthétique du label. C'est ce disque qui sera envoyé à Keith Jarrett par Manfred Eicher pour montrer la qualité et la direction de la musique produite. La collaboration entre Garbarek et ECM sera particulièrement féconde, le saxophoniste enregistrera tous ses albums pour ECM, et en devient un symbole. Jan Garbarek en est aussi une locomotive financière, avec notamment sa collaboration en 1993 avec le Hilliard Ensemble, pour l'album Officium, qui se vend à plus d'un million d'exemplaires.
En 1971, ECM produit le premier récital en piano solo de Keith Jarrett, Facing You, c'est le début d'une longue collaboration avec le pianiste, qui devient l'artiste phare du label. En 1975, c'est le Köln Concert, piano solo de Keith Jarrett, qui remporte un succès commercial considérable, et assure la pérennité économique d'ECM. C'est la meilleure vente du label, avec plus de 4 millions d'exemplaires vendus. En 1978, Manfred Eicher fait appel au journaliste et chroniqueur de jazz britannique Steve Lake pour l'aider dans la production. Celui-ci s'occupe tout d'abord de Japo, puis intervient directement dans les productions d'ECM. Lake et Eicher se sont rencontrés à Berlin en 1973 lors du festival Total Music Meeting organisé par le label FMP, et partagent un même intérêt pour le free jazz. Steve Lake, tout en proposant quelques productions plus personnelles, restera très proche des orientations esthétiques définies par Manfred Eicher pour ECM.
En 1984, ECM officialise son intérêt pour les musiques autres que le jazz avec la création des ECM New Series, essentiellement consacrées à la musique contemporaine et la musique classique. ECM avait déjà produit de la musique contemporaine auparavant, notamment Steve Reich, mais décide d'intensifier sa production dans ce domaine, notamment avec la musique d'Arvo Pärt, mais explore aussi la musique ancienne, et dans une moindre mesure la musique de la période classique et la musique romantique.

## Société
ECM est un label discographique indépendant, bien qu'il ait reçu plusieurs offres sérieuses de rachat par des majors, mais a toujours refusé, préférant garder sa liberté éditoriale. En 2008, le label emploie environ une dizaine de personnes, et n'occupe que quelques bureaux au-dessus d'un centre commercial à Gräfelfing, dans la banlieue de Munich. ECM produit environ 50 albums par an, et a produit environ 1000 albums depuis sa création. La distribution est assurée par Universal Music Group. Originalité du label, les artistes ne sont pas sous contrat, chaque disque est le résultat d'une entente entre les souhaits de l'artiste et la vision du producteur.
Sous l'impulsion de Manfred Eicher, ECM privilégie avant tout l'intérêt musical et le respect des artistes à toute considération commerciale,. S'inspirant à ses débuts de la musique classique, Eicher s'implique particulièrement dans la qualité sonore des enregistrements, l'esthétique des pochettes, et d'une manière générale, le soin accordé à la production. Les musiciens et les ingénieurs s'accordent pour lui reconnaître une  excellente compréhension et intuition musicale, ainsi qu'une grande implication en faveur de la musique,.

## Caractéristiques

### Style musical
ECM se distingue dès ses premières productions par un son différent des productions habituelles de jazz. Le sens de l'espace, la clarté du son sont particulièrement mis en valeur, ainsi que la précision du rendu des instruments. Le résultat évoque « plus la salle de concert classique qu'un petit club de jazz enfumé »
Portant « une attention fanatique aux détails », Manfred Eicher est un producteur méticuleux, et souhaite s'approcher de la qualité de son obtenue dans la musique classique, en se servant de son expérience acquise chez Deutsche Grammophon. Eicher est critique de la production dans le jazz de l'époque, trouvant que certains enregistrements sonnent « horrible, comme s'ils avaient été enregistrés sous l'eau », souhaite mieux respecter la dynamique des instruments, et entendre chaque instrument dans ses nuances et ses couleurs. Il s'entoure d'excellents ingénieurs du son, comme Martin Wieland au Tonstudio Bauer à Louisbourg et surtout Jan Erik Kongshaug à Oslo (Arne Bendiksen Studio, Talent Studios, Rainbow Studios), qui sont capables de fournir à Eicher une grande qualité d'enregistrement et de compréhension musicale. Eicher lui-même est réputé pour sa connaissance des micros, son intuition dans leur placement, et le maniement de la console de mixage. D'autres ingénieurs de renom participent aux enregistrements ECM tels que James Farber à New York, Gérard De Haro en France.
Le terme de « son ECM » est parfois utilisé pour qualifier à la fois la prise de son et, par extension, l'esthétique du label. Certains musiciens ayant enregistrés pour le label reconnaissent une spécificité ECM qui consiste en une capacité à suspendre la mélodie à travers le son pour Marilyn Crispell et à faire sonner le piano comme personne pour François Couturier. Pour d'autres, il n'y a pas vraiment de « son ECM », compte tenu de la grande diversité stylistique du catalogue, des studios d'enregistrements et des ingénieurs (Susanne Abbuehl, Jan Garbarek), c'est simplement la qualité d'écoute, le choix des studios et des ingénieurs, en résumé le soin accordé à la production par Manfred Eicher (Enrico Rava, Evan Parker, Manu Katché, John Abercrombie). Ce supposé « son ECM » sera même utilisé un temps comme slogan par ECM, « ECM le plus beau son après le silence » (« The Most beautiful Sound Next To Silence »). Toutefois, malgré le soin apporté au son et à la démarche musicale, les sessions d'enregistrement sont relativement courtes avec 2 à 3 jours d'enregistrements et 1 à 2 jours de mixage par album.
Acclamée au départ, la sonorité claire et transparente du label devient vite l'objet de critiques la qualifiant de « climats lénifiants, sonorités de hall de gare ». L'utilisation intensive de la réverbération est particulièrement critiquée,. Jan Erik Kongshaug remarque pourtant que « ces enregistrements des années 1970 sonnent souvent très secs par rapport à la norme actuelle ».

### Esthétique
Le terme d'« esthétique ECM » est parfois utilisé par les journalistes ou même les musiciens pour qualifier un certain axe des productions ECM. À la clarté du son s'ajoute parfois en effet un parti-pris esthétique, qui met l'accent sur des climats intimistes, des tempi modérés ou lents, des œuvres de piano ou guitare solo, duos, trios, musique pour cordes, ou formation sans batterie. Les productions ECM sont pour ces raisons parfois qualifiées de « jazz de chambre ».
Les climats que génèrent ces musiques sont parfois perçus comme assez éloignés du jazz, en particulier du jazz américain mainstream, et plus proche d'un courant européen, influencé par la musique classique et la musique contemporaine. En réalité, le catalogue ECM est loin d'être uniforme, et nombres d'albums ne correspondent pas à cette description, par exemple les disques de l'ensemble électro-acoustique d'Evan Parker, les expérimentations électroniques de Nils Petter Molvær, ou le trio standard de Jarrett-Peacock-DeJohnette, très ancré dans la tradition américaine du jazz.

#### Influences

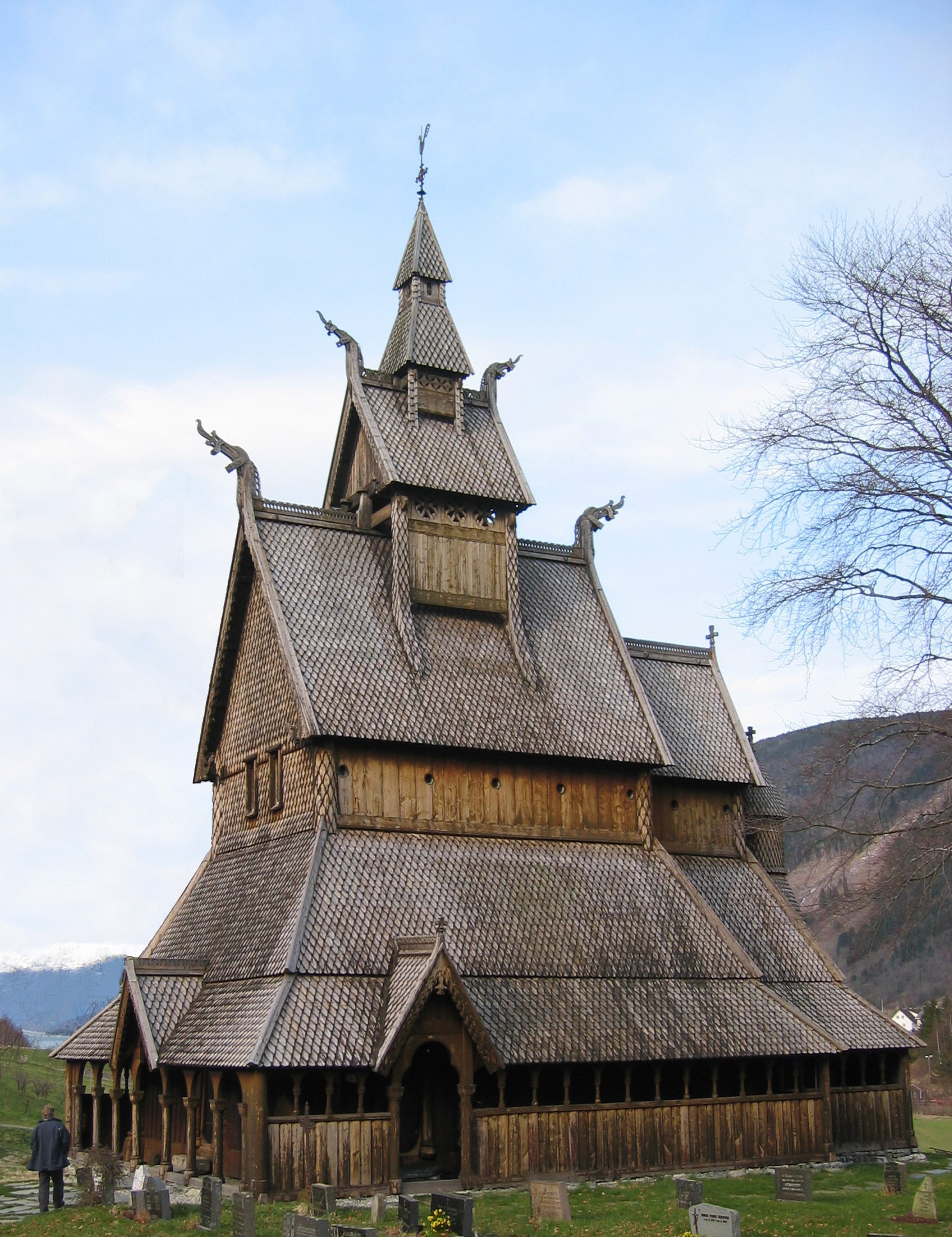
Stavkirke de Hopperstad, dans le Sud de la Norvège.

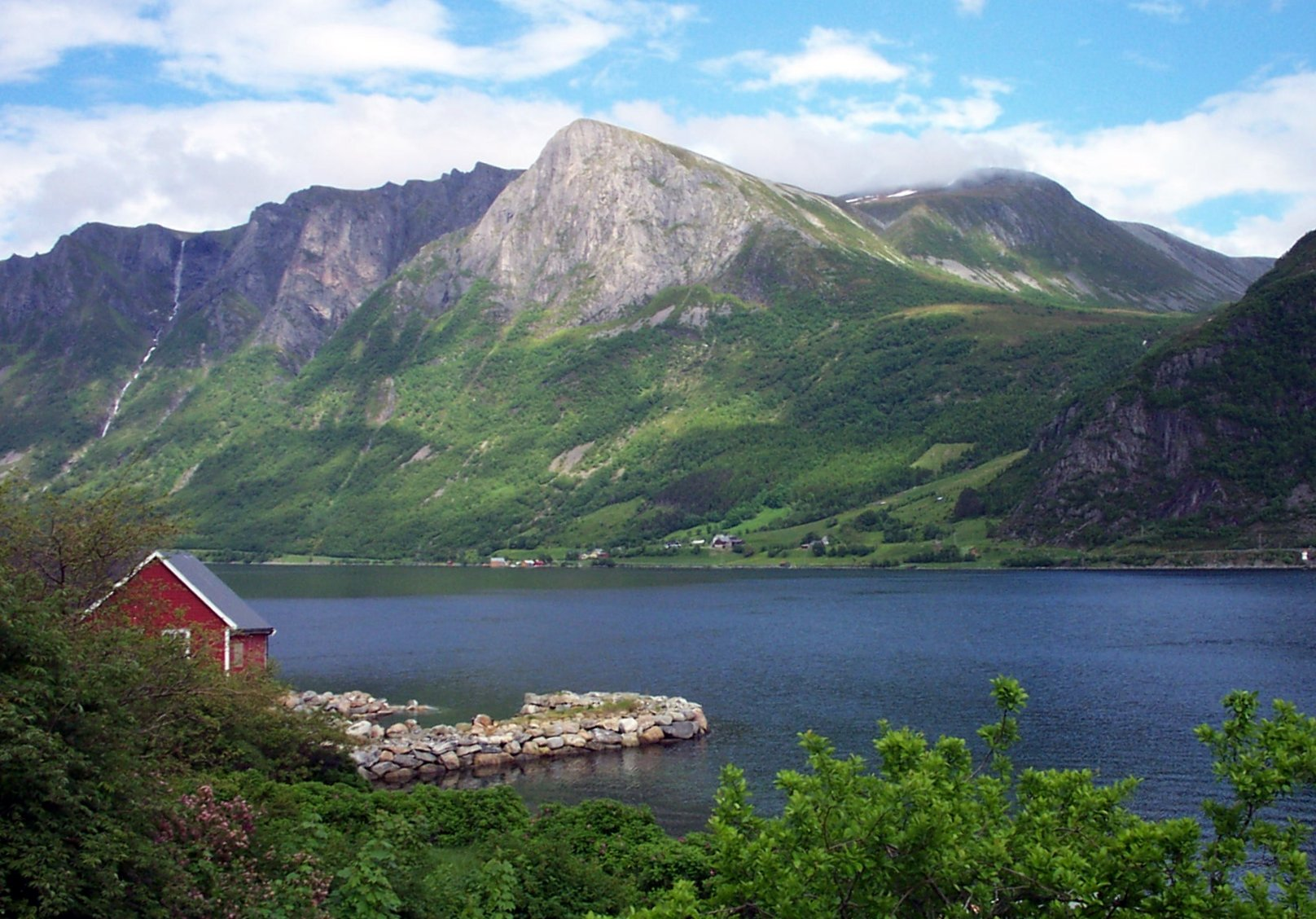
Vanylvsfjord, Norvège.

Le Nord, ou plutôt « l'idée du nord », d'après Michael Tucker, joue un rôle non négligeable chez ECM. L'origine des artistes est révélatrice, la proportion de musiciens de pays nordiques ou d'Europe du Nord est très élevée : Jan Garbarek, Edward Vesala, Arild Andersen, Anders Jormin, Nils Petter Molvær, Bobo Stenson, Tomasz Stańko, Terje Rypdal, Ketil Bjørnstad, Lena Willemark, Tord Gustavsen, etc. Le studio d'enregistrement le plus utilisé par ECM est situé à Oslo (successivement Arne Bendiksen Studio, Talent Studios, Rainbow Studios), et l'ingénieur du son norvégien Jan Erik Kongshaug est devenu emblématique des productions ECM.
Au niveau musical, Garbarek est l'un des premiers jazzman, suivant les conseils de Don Cherry, à incorporer des éléments de folklores scandinave dans sa musique. Par exemple, en 1975, dans l'album Dansere, Garbarek et Bobo Stenson enregistrent une chanson traditionnelle norvégienne de Thorvald Tronsgård. De nombreux autres chants traditionnels seront repris par Garbarek, qui s'inspire aussi des textes du poète suédois Tomas Tranströmer, lui-même influencé par les paysages scandinaves. Garbarek collabore aussi avec des artistes traditionnels, comme Mari Boine.
Toutefois, il existe aussi une influence plus générale de la Scandinavie, ce que Tucker appelle « l'idée du Nord », sur les productions ECM. Manfred Eicher a reconnu à plusieurs reprises, être en admiration devant la lumière présente dans les pays d'Europe du Nord, et son attirance pour ces pays, tant au niveau de la nature que de la culture (en particulier, les films d'Andreï Tarkovski et Carl Theodor Dreyer, les livres de Gunnar Ekelöf, ou les tableaux d'Edvard Munch ont pu influencer les productions de Manfred Eicher),.
Tucker note que l'influence nordique ne se limite pas à la simple évocation de paysages romantiques, mais aussi à l'héritage culturel et spirituel des penseurs scandinaves. Cette inspiration nordique se retrouve dans de nombreuses productions ECM, telles que Northbound de Iro Haarla, Different Rivers de Trygve Seim, ou Sofienberg Variations de Christian Wallumrød.
L'influence du nord dans les albums ECM est souvent mise en avant par les journalistes et critiques musicaux. Le sens de l'espace, les qualités mélodiques et évocatrices de la musique sont reliés aux grands espaces scandinaves et aux fjords norvégiens. Cette influence est aussi parfois utilisée de manière critique pour souligner la froideur, une ambiance glaciale ou monotone. Ces comparaisons souvent systématiques agacent parfois les musiciens, comme Eberhard Weber, pour qui l'utilisation de superlatifs à tendance nordique pour décrire la musique de Jan Garbarek ou la sienne, n'est pas justifiée.

#### Mélange des genres
ECM est un label éclectique, allant du jazz marqué par la tradition américaine comme le quintette de Dave Holland, aux expérimentations d'Evan Parker, en passant par le saxophone de Jan Garbarek et l'oud d'Anouar Brahem explorant le mélange entre jazz et world music, ou encore la musique ancienne (Pérotin, John Dowland) ou contemporaine (Luciano Berio, Arvo Pärt, Steve Reich). La maison de disques échappe à toute classification simple, avec des productions plus exotiques, comme les premières expérimentations électroniques de Nils Petter Molvær, Bugge Wesseltoft, Arve Henriksen, et l'association d'ECM avec le label Rune Grammofon, ou encore les expériences vocales inclassables de Meredith Monk. Toute une frange de world music de qualité s'exprime sur le label avec le multi-instrumentiste solitaire Stephan Micus, les expérimentations variées des oudistes Rabih Abou-Khalil et Anouar Brahem, l'ethno-jazz d'Oregon, d'Egberto Gismonti, de Trilok Gurtu, d'Ed Blackwell, de Don Cherry, de Codona, de David Darling, d'Eléni Karaïndrou, de Steve Eliovson, de L. Shankar, de Charlie Mariano, de Ralph Towner, de Dino Saluzzi, de David Liebman, de Collin Walcott.
ECM fait se rencontrer musiques et musiciens de culture et d'époques différentes, et de bousculer ainsi les approches musicales habituelles, particulièrement en musique classique,. Le trio Mediæval mélange messe polyphonique du XIVe et compositions contemporaines dans le même programme.
Plus caractéristique, ECM a produit de nombreux travaux à la frontière entre jazz et musique classique (ce que l'on appelle en anglais du crossover). Dans ces expérimentations, l'improvisation et les instruments modernes s'invitent dans des pièces écrites de musique ancienne, par des musiciens classiques et de jazz. Cette orientation provient directement de la motivation de Manfred Eicher d'explorer des territoires nouveaux et de ses choix artistiques. La plus célèbre expérimentation de ce type est la collaboration entre Jan Garbarek et le Hilliard Ensemble, où les improvisations du saxophone se mêlent à des œuvres a cappella du XIIe au XVIe siècle chantées par le Hilliard. Le projet de John Potter d'interprétations de chansons de John Dowland est un autre exemple, où le traditionnel accompagnement de luth est enrichi du violon baroque de Maya Homburger, et des instruments modernes de John Surman et Barry Guy. D'autres musiciens enregistrant pour ECM, Christoph Poppen, Stephen Stubbs, Gavin Bryars, Anja Lechner, sont à la frontière entre musique classique, musique improvisée et jazz.
Cette approche non dogmatique de la musique ancienne a soulevé des protestations de la part du monde de la musique classique, avec parfois l'accusation de favoriser une orientation commerciale.

### Graphisme
ECM se distingue par le graphisme de ses pochettes d'albums, qui contribue fortement à son identité et à son succès. Le design de Barbara Wojirsch, avec un graphisme minimaliste, épuré, et souvent abstrait, transpose visuellement l'identité musicale du label. Présente dès les débuts d'ECM, Barbara Wojirsch, ainsi que le photographe Dieter Rehm, ont contribué pendant plus de vingt ans à l'élaboration du style graphique d'ECM. Ce style est une innovation pour l'époque (les années 1970) excluant en particulier la traditionnelle photo de l'artiste en couverture.
Depuis 1997 et le départ à la retraite de Wojirsch, ECM fait appel au peintre suisse Mayo Bucher ainsi qu'à l'artiste tchèque Jan Jedlička, et de plus en plus à la photographie, puisant dans le travail de nombreux photographes (Jim Bengston, Roberto Masotti, Gérald Minkoff, Christoph Eggen...). La grande majorité de ces photographies sont en noir et blanc, ou monochrome, avec une typographie austère et quasi uniforme sur l'ensemble des albums,. L'utilisation des photographies jusque dans les années 1990 est essentiellement descriptive, voire illustrative du titre de l'album (par ex. : Paths, Prints de Jan Garbarek). Les photographies sont depuis utilisées de manière plus variée, en mettant en avant une scène d'une beauté particulière, souvent énigmatique, et qui ne possède pas d'interprétation immédiate (par ex. Surrogate Cities de Heiner Goebbels).

## Catalogue

### Jazz

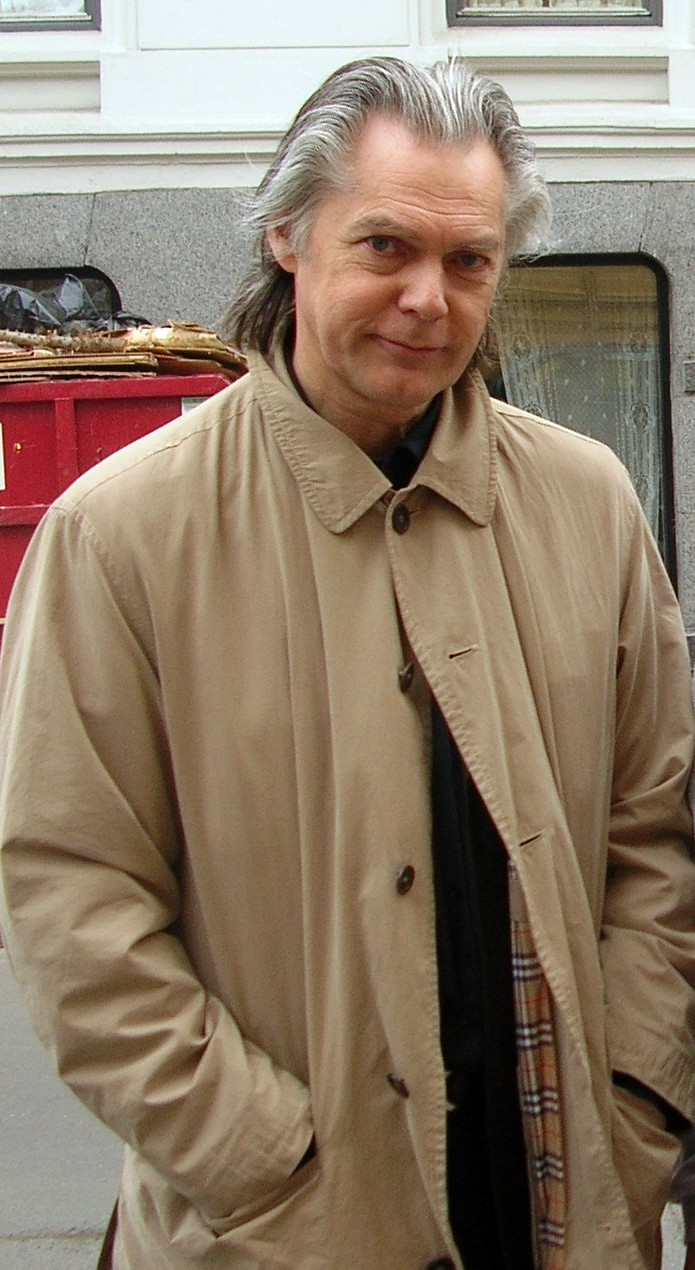
Jan Garbarek une figure emblématique du label ECM.

L'une des figures emblématiques du catalogue ECM est sans doute Jan Garbarek. Par sa proximité avec Manfred Eicher, Garbarek symbolise peut-être autant ECM que son fondateur. Avec plus de 55 albums enregistrés pour ECM en avril 2008, c'est aussi l'un des musiciens les plus fidèles et prolifiques. Un grand nombre de musiciens  scandinaves ont aussi enregistrés pour ECM, en collaboration directe avec Garbarek (Bobo Stenson, Palle Danielsson, Jon Christensen, Arild Andersen, Edward Vesala, Marilyn Mazur, Terje Rypdal) ou non (Anders Jormin, Trygve Seim, Tord Gustavsen, Jon Balke, Christian Wallumrød, et Nils Petter Molvær. Le reste de l'Europe est aussi présent à travers quelques identités fortes : Enrico Rava, Stefano Bollani en Italie, Louis Sclavis, Manu Katché, François Couturier en France, Tomasz Stańko, Marcin Wasilewski en Pologne, John Surman, Evan Parker, Dave Holland, Kenny Wheeler, John Taylor en Angleterre, Eberhard Weber en Allemagne.
Au-delà du cliché faisant d'ECM un label européen adepte de climats planants voire aseptisés, le label possède au contraire une grande variété stylistique. Le free radical est bien présent, avec Evan Parker, Wadada Leo Smith, Barre Phillips, Anthony Braxton, ou les groupes d'Edward Vesala. Le free est en fait présent dès les débuts d'ECM, la toute première production de Manfred Eicher pour le label Calig, étant Nipples, disque rageur de l'avant garde free européenne emmenée par Peter Brötzmann, et le premier disque du catalogue ECM est un disque free de Mal Waldron. Eicher connait donc bien le free européen et américain. Mais c'est Steve Lake qui ouvre plus grand la porte vers le free, avec notamment le travail de Hal Russel, Joe Maneri, Mat Maneri, ces deux derniers explorant un univers original basé sur un système microtonal.
Même si la Great Black Music est moins présente chez ECM, le label produit toutefois l'Art Ensemble of Chicago, groupe emblématique de cette dernière. Un versant plus classique et clairement américain est aussi présent, avec le quintette et big band de Dave Holland, le travail de Steve Swallow et Carla Bley (par l'intermédiaire du label associé Xtra Watt), Charlie Haden, le très américain Bill Frisell ou l'éclectique Pat Metheny. D'autres musiciens de jazz américains de renom ont enregistré régulièrement pour ECM : Chick Corea, Paul Bley, Gary Burton, Charles Lloyd, Peter Erskine, John Abercrombie, Jack DeJohnette, Gary Peacock, et Paul Motian.
L'un des artistes phare du label est sans conteste Keith Jarrett, dont la majeure partie de la discographie est chez ECM. Le label lui permet de documenter les différentes facettes de son travail, de son très classique trio standards, à ses aventureux solos de piano, ses quartets américains et européens, ainsi que ses interprétations d'œuvres classiques (Bach, Haendel, Mozart...).
Dans une analyse corroborée par le musicologue David Ake, le chroniqueur Geofrey Himes estime qu'ECM a été la première à inspirer la notion de « jazz pastoral », alors que le jazz a toujours été une musique d'abord urbaine.

### ECM New Series
Le label produit des musiques différentes du jazz depuis les années 1970 (Meredith Monk, Steve Reich par exemple), mais Manfred Eicher décide de créer en 1984 une branche spéciale, appelée « ECM New Series » qui regroupe les musiques hors jazz et en particulier la musique classique, la musique contemporaine, les musiques improvisées, les musiques du monde (world music). Cette création est motivée par l'importance accordée au compositeur Arvo Pärt, et en particulier pour le lancement de la pièce Tabula rasa (1984).
ECM a joué un rôle particulier dans le développement de la musique minimaliste, en produisant en 1978 le premier enregistrement de la pièce majeure de Steve Reich Music for 18 Musicians. De même en 1981 avec Harmonium de John Adams, dirigé par Edo de Waart. Une place importante est accordée aux compositeurs comptemporains de l'ancienne Union soviétique tels que Gia Kancheli, Valentin Silvestrov, Tigran Mansourian, Veljo Tormis, Erkki-Sven Tüür, Arvo Pärt, aidant fortement à la propagation de cette musique, alors méconnue. Les New Series produisent également des interprétations de grands de la musique contemporaine, György Kurtág, John Cage, Elliott Carter, Karlheinz Stockhausen, Luciano Berio...  Il existe également un intérêt particulier pour la musique ancienne, Thomas Tallis, John Dowland, ou le répertoire du trio Mediæval par exemple. Certains interprètes sont devenus emblématiques de ces « nouvelles séries », par exemple Kim Kashkashian, Gidon Kremer, ou le Hilliard Ensemble.

### Cinéma
Il existe un intérêt réciproque entre ECM et le cinéma. Manfred Eicher est aussi réalisateur, il codirige Holozän en 1990, qui reçoit le prix spécial du jury au festival de Locarno. Eicher cite aussi plusieurs fois l'influence de grands réalisateurs (Jean-Luc Godard, Andreï Tarkovski...) sur son travail de producteur.
D'autre part, il se noue une forte collaboration entre Jean-Luc Godard et Manfred Eicher depuis le milieu des années 1980, Eicher envoyant régulièrement ses productions au réalisateur. Jean-Luc Godard a depuis lors régulièrement employé des disques ECM dans ses musiques de film, par exemple dans Nouvelle Vague, avec l'utilisation d'œuvres de Dino Saluzzi, David Darling, Paul Hindemith, Heinz Holliger, Paul Giger, Arnold Schönberg. Godard confie s'être trouvé une véritable affinité avec les productions ECM, qui au-delà de l'aspect esthétique, lui inspirent aussi des idées cinématographiques. Cette relation forte s'est concrétisée en 2006 par la parution d'un DVD de courts métrages de Jean-Luc Godard et Anne-Marie Miéville, par les éditions ECM Cinema, première incursion du label dans la production cinématographique.
ECM s'investit aussi dans la création de bande sonore pour le cinéma, par exemple pour Chère Martha de Sandra Nettelbeck, ou War Photographer de Christian Frei, pour lesquels Manfred Eicher s'est beaucoup impliqué avec les réalisateurs sur la composition de l'ambiance sonore. ECM documente aussi les compositions de Eléni Karaïndrou, qui illustrent les films de Theo Angelopoulos tels que Le Regard d'Ulysse ou L'Éternité et Un Jour.  Sans travailler directement avec ECM, de très nombreux réalisateurs utilisent la musique d'albums  du label pour illustrer leurs films, à titre d'exemples, Gus Van Sant pour Gerry, Paul Auster pour Smoke et Michael Moore pour Fahrenheit 9/11.

## Impact et reconnaissance

### Succès
L'impact d'ECM sur le jazz est de premier plan. Le label crée une nouvelle direction musicale, et s'impose comme l'un des plus grands catalogues de jazz, au même titre que Blue Note ou Verve,,. À une époque particulièrement incertaine pour le jazz, les années 1970, période d'éclatement des styles, ECM a su faire émerger une direction originale, en saisissant intuitivement les innovations musicales de l'époque,. Au-delà de l'esthétique, l'originalité d'ECM est multiple, de par son mode de production, qui respecte particulièrement les musiciens comme le public, par le graphisme novateur des pochettes de disques, et les très bonnes conditions d'enregistrement et de production.
Label indépendant, ECM joue aussi un rôle de pionnier dans la production du jazz européen. Le label a ainsi montré « qu'il y avait un marché pour les compagnies au moment où, outre-atlantique, elles ne pouvaient que disparaitre, ou se faire racheter par de plus importantes (Gary Burton). » Le label inspire ainsi d'autres maisons d'édition européennes, comme Enja (Allemagne), Owl (France), Hat Hut (Suisse). Un autre rôle est celui de diffuseur. ECM montre la vitalité du jazz européen, et la diversité de son catalogue, tant stylistique que géographique, élargit le spectre du jazz,. La musique contemporaine bénéficie aussi de l'ouverture d'esprit de la maison de disques. C'est ECM qui a publié l'œuvre majeure de Steve Reich, Music for 18 Musicians en 1978, alors que les bandes dormaient chez Deutsche Grammophon. C'est aussi ECM, sous l'étiquette ECM New Series, qui publie et fait connaitre les œuvres des compositeurs de l'ex-Union soviétique : Gia Kancheli, Valentin Silvestrov, Erkki-Sven Tüür, et Arvo Pärt.
Malgré une production aventureuse et le refus des compromis, ECM est régulièrement présent dans les meilleures ventes de disques de jazz. Quelques succès exceptionnels sont réalisés, le Köln Concert de Keith Jarrett, Offramp de Pat Metheny, le premier disque du groupe Return to Forever de Chick Corea, et Officium de Jan Garbarek sont tous vendus à plus d'un million d'exemplaires. Les disques du trio standards de Keith Jarrett réalisent également d'excellentes ventes. Par exemple en février 2008, ECM occupe 6 des 20 places dans le hit-parade allemand du jazz, plus qu'aucun autre label. Keith Jarrett occupe 3 de ces 6 places, les autres étant occupées par Marilyn Mazur, Manu Katché, et Marcin Wasilewski. Les albums ECM atteignent parfois les hit-parades pop, comme pour Tord Gustavsen et Mathias Eick en Norvège, ou Manu Katché en France. De la même manière en musique classique, malgré l'austérité de la production, ECM réalise d'excellentes ventes, par exemple avec Arvo Pärt ou le Trio Mediæval se classant respectivement 7e et 10e du hit-parade classique américain en 2005, proche des ventes d'artistes beaucoup plus populaires comme André Rieu ou Cecilia Bartoli.
Ces succès commerciaux permettent à ECM de produire en parallèle des disques très aventureux, qui n'atteignent pas la rentabilité, comme le projet de John Potter sur le compositeur de la Renaissance Walter Frye.
Les productions ECM reçoivent également régulièrement d'excellentes critiques de la part de la presse spécialisée, et sont fréquemment votées comme meilleurs albums de l'année. En 2005, parmi les 20 albums de l'année élus par le magazine américain Jazz Times, 7 étaient des productions ECM.

### Critiques
De nombreuses critiques ont aussi été formulées à l'encontre des productions ECM. La maison de disques est souvent accusée de produire des disques ennuyeux pour intellectuels, aux climats lénifiants et aux teintes monochromes,. Alliée à la réputation de grande qualité de ses enregistrements, cette critique explique que le label souffre auprès du public d'un « cliché ECM », tendant à catégoriser ses disques comme lents et aseptisés. Certains amateurs et critiques déplorent aussi l'absence de swing et ne considèrent pas les disques ECM comme du jazz[réf. nécessaire]. Parmi les artistes, Jan Garbarek est régulièrement critiqué  en particulier pour ses œuvres les plus récentes perçues comme répétitives ou trop proches de la musique d'atmosphère. Les réactions des critiques comme des amateurs sont partagées, la perception oscillant entre ennui et fascination,.
C'est donc l'extension de l'univers sonore apporté et porté par ECM qui n'est pas toujours bien accepté par les amateurs de jazz ou perçu comme sans intérêt. De fait, les productions ECM sont parfois catégorisées à part des productions de jazz plus classiques.

## Récompenses
- Grammy du producteur classique de l'année pour Manfred Eicher (2002, 2003, 2004)
- Label classique de l'année, MIDEM+ (2007)
- Label de l'année, Jazz Journalists Association (2007)[64]